# Microcymatura flavodiscalis
Microcymatura flavodiscalis là một loài bọ cánh cứng trong họ Cerambycidae.